# プエルトリコアメリカムシクイ
プエルトリコアメリカムシクイ (Setophaga angelae) は、スズメ目アメリカムシクイ科Setophaga属に分類される鳥類。

## 分布
プエルトリコ東部および西部

## 分類
以前は旧アメリカムシクイ属Dendroicaに分類されていた。2010年に発表されたミトコンドリアDNAと核DNAの分子系統解析では、旧アメリカムシクイ属がアサギアメリカムシクイ属Parula・クロズキンアメリカムシクイWilsonia citrina・ハゴロモムシクイSetophaga ruticillaを含まない多系統群という解析結果が得られた。そのためこれらの旧アメリカムシクイ属を含む種を、最も記載が早いSetophaga属にまとめる説が提唱された。

## 人間との関係
分布が非常に限定されていることに加えて、森林伐採や農地開発などによる生息地の破壊により、生息数は減少している。